# Октябрьский район (Петрозаводск)
Октябрьский — район города Петрозаводска, расположенный в северной части города. Граничит с районами Первомайский, Северная промзона, Центр. Имеется выход к Онежскому озеру.

## История
До 1930-х годов на территории Октябрьского района не было домов, а были только огороды. В районе нынешней улицы Московской издавна находились бойни, впоследствии, в довоенное время ставшие колбасным цехом местного мясокомбината. В 1806 г. около боен был открыт кирпичный завод крестьянина Фёдора Ивановича Карасёва. В 1880-х годах в районе нынешней набережной Варкауса были сооружены керосиновые баки, там же проживали работники, обслуживавшие их.
Всё начиналось с постройки гидроаэродрома в 1930-х годах у дороги в Соломенное (недалеко от нынешней улицы Московской). 22 апреля 1945 года началось строительство Петрозаводского домостроительного комбината (ДСК). Вокруг ДСК стал вырастать поселок. Он стал первым поселением в районе будущего Октябрьского проспекта, который постоянно разрастался. В 1949 году образована улица Широкая вдоль ЛЭП.В 1961 году улицу Широкую переименовали, она стала называться улицей Патриса Лумумбы. В 1967-м году к 50-летию Октябрьской Революции улицу переименовали в проспект Октябрьский. Началась застройка района типовыми многоэтажными зданиями. Именно с этого района пошёл первый троллейбус в 1961 году.

## Территориальное деление района
В состав района входит четыре микрорайона:
- Октябрьский — 1
- Октябрьский — 2
- Октябрьский — 3
- Октябрьский — 4

## Улицы района

### Существующие
- улица Ленинградская
- Октябрьский проспект
- набережная Варкауса
- Кондопожская улица
- Советская улица
- улица Московская
- бульвар Победы
- улица Грибоедова
- улица Виданская
- улица Бесовецкая
- переулок Нобельский
- переулок Широкий
- улица Зайцева
- улица Мурманская
- улица Краснофлотская
- улица Лисицыной
- улица Мелентьевой
- улица Григорьева
- улица Краснодонцев
- улица Социалистическая
- улица Инженерная
- улица Достоевского
- улица Калевалы

## Достопримечательности

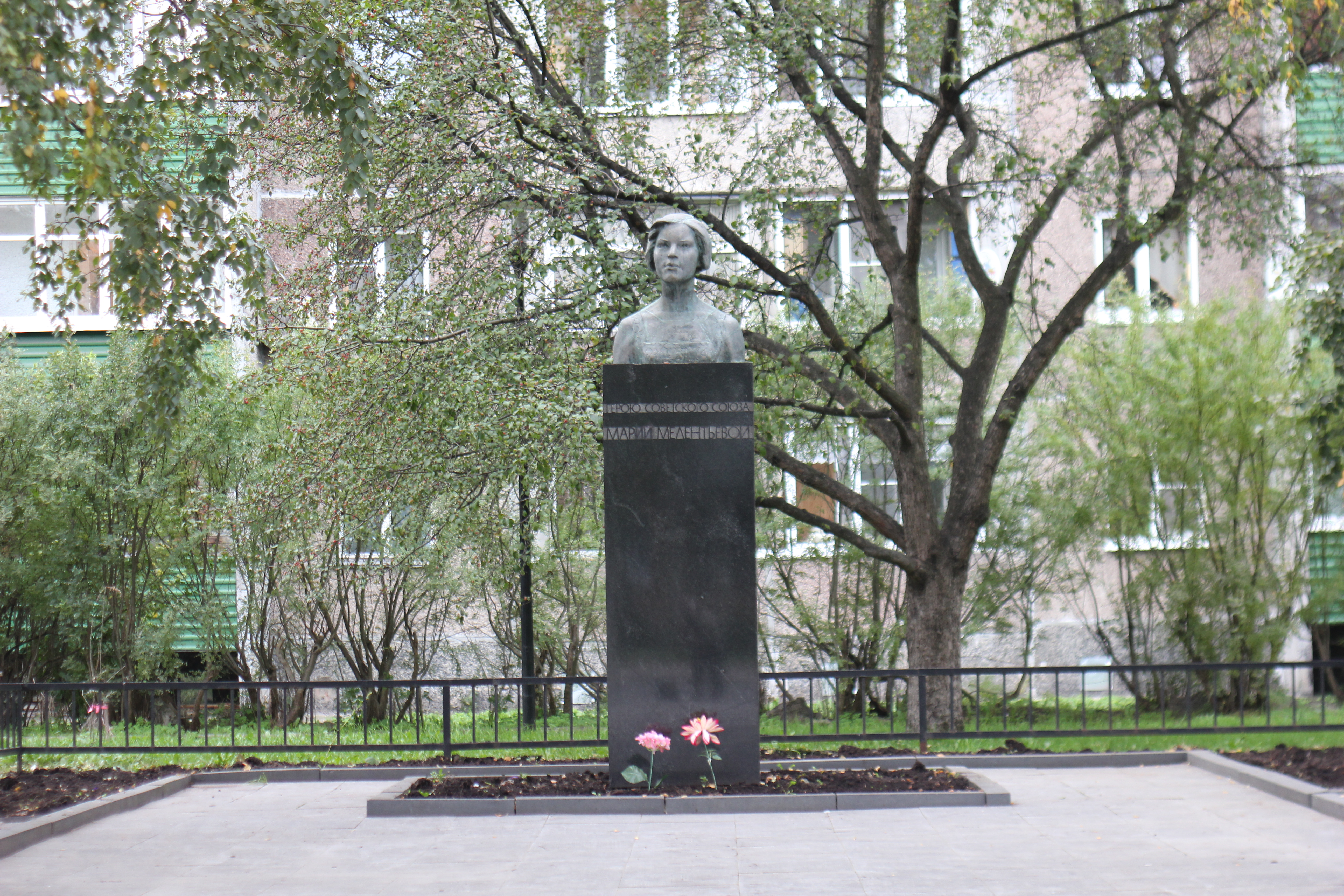
Памятник Марии Мелентьевой

28 июня 1978 года у дома 22 по улице Мелентьевой был открыт пямятник Марии Мелентьевой работы скульптора Лео Ланкинена, повторяющий композицию установленного в 1964 году памятника в Пряже, охраняется как памятник монументального искусства регионального значения —  Объект культурного наследия № 1000902000.

## Транспорт

###### Автобус
Октябрьский район обслуживают 9 автобусных маршрутов:
- № 4 «Рабочая улица — Финский проезд», соединяет район с Соломенным, Центром, Перевалкой и Древлянкой[3];
- № 8 «Рабочая улица — ЖК Бульвар у родников», соединяет район с Соломенным, Центром, Зарекой и Ключевой[4];
- № 14 «Рабочая улица — Финский проезд», соединяет район с Соломенным, Центром, Перевалкой и Древлянкой[5];
- № 19 «ЗАО „Петрозаводскмаш“ — Финский проезд», соединяет район с Центром, Зарекой, Голиковкой, Южной Кукковкой и Древлянкой[6];
- № 21 «Балтийская улица — Балтийская улица», соединяет район с Первомайским, Центром, Новой Кукковкой[7];
- № 22 «Балтийская улица — Балтийская улица», соединяет район с Первомайским, Центром, Новой Кукковкой[8];
- № 25 «ДСК — ТИЗ Усадьбы», соединяет район с Центром, Зарекой, Голиковкой, Новой Кукковкой, Старой Кукковкой[9];
- № 28 «Рабочая улица — Финский проезд», соединяет район с Соломенным, Центром, Перевалкой и Древлянкой[10];

- № 31 «Садовый центр — Лыжная улица», соединяет район с Новой и Южной Кукковкой, Голиковкой, Центром[11][12].

###### Троллейбус
Октябрьский район обслуживает 2 троллейбусных маршрута:
- № 5 «ДСК — Лыжная улица», соединяет район с Центром и Новой Кукковкой[13];
- № 6 «Товарная станция — улица Корабелов», соединяет район с Первомайским, Центром, Зарекой и Ключевой[14].

В районе расположен троллейбусный парк № 1